# Mohamed Shah Jalal
Mohamed Shah Jalal, född 10 augusti 1966, är en friidrottare från Bangladesh. Han deltog vid olympiska sommarspelen 1988 och olympiska sommarspelen 1992.